# Система Д
Система Д (фр. Système D) — сокращение французского слова débrouillard или démerder. Глагол se débrouiller означает «выпутаться, выйти из затруднения». Глагол se démerder в буквальном смысле означает «вытянуть себя из дерьма» (sic). В основе теории системы Д лежит убеждение, что реагирование на острые проблемы современности требует от человека способности быстро думать, адаптироваться и импровизировать в своей деятельности. Под этим понятием также подразумевается теневая экономика, ведение предпринимательской, профессиональной и иной деятельности в обход официальной регулятивной и управленческой системы для достижения своих целей, или даже нарушение правил с этой целью.
По сути, Система Д — это экономика сообразительности, экономика импровизации и возложение ответственности на себя, экономика «сделай сам», или DIY.
Исследование, проведенное в 2009 году Deutsche Bank показало, что люди в европейских странах с крупнейшими долями неформального сектора в экономике — то есть граждане стран, где Система Д процветала больше — лучше пережили экономический кризис 2008 года, чем люди, жившие в централизованно планируемых и плотно регулируемых странах. Исследования в странах Латинской Америки показали, что люди активно обратились к Системе Д для выживания во время последнего финансового кризиса. Таким образом, в условиях глобального кризиса Система Д может стать решающей для развития городов в XXI веке.

## В кулинарии
Многие признанные шеф-повара также переняли этот термин, чтобы описать умение и радость, необходимые для того, чтобы создать импровизированное блюдо из случайных ингредиентов, которые оказываются под рукой на кухне. Идея приобрела популярность после появления книги Энтони Бурдена The Nasty Bits в 2006 Помощник Бурдена сравнивает использование системы Д с героем современного сериала «Секретный агент Макгайвер», который мог достигать нужного результата с помощью имеющихся ресурсов и личной изобретательности. В Nasty Bits Бурден утверждает, что впервые увидел этот термин в мемуарах Николаса Фрилинга The Kitchen, в которых тот рассказывает о своей работе поваром в Grand Hotel во Франции.